# Autheuil (Eure-et-Loir)
Autheuil település Franciaországban, Eure-et-Loir megyében. Lakosainak száma 179 fő (2018. január 1.). Autheuil Douy és Thiville községekkel határos.

## Népesség
A település népességének változása:
| Lakosok száma | 229  | 252  | 242  | 237  | 217  | 224  | 202  | 192  | 183  | 179  |
|               | 1968 | 1975 | 1982 | 1990 | 1999 | 2011 | 2013 | 2015 | 2017 | 2018 |